# Mareuil-sur-Ay
Mareuil-sur-Ay foi uma antiga comuna do departamento de Marne, na região de Grande Leste, no norte da França.
Em 1 de janeiro de 2016, passou a fazer parte da nova comuna de Aÿ-Champagne.

## Geografia
Mareuil-sur-Ay encontrava-se rodeada por Avenay-val-d'Or ao norte, Fontaine-sur-Ay e Mutry ao nordeste, Bisseuil ao leste, Plivot ao sudeste, Oiry ao sul, Chouilly ao sudoeste, Ay ao oeste e Mutigny ao noroeste.